# Stuttgarter Eichenhain
Der Eichenhain (auch Riedenberger Hang, Riedenberger Eichenhain, Eichenhain Klein-Hohenheim oder Eichenpark) im Süden von Stuttgart, zwischen dem Westrand des Stadtteils Sillenbuch und der Mittleren Filderstraße (Filderquerlinie L1016), ist ein Stück ehemaliger Kulturlandschaft, das im Jahr 1958 als Naturschutzgebiet ausgewiesen wurde.

## Verordnungstext (Auszug)
- § 3 Schutzzweck

Schutzzweck ist die Erhaltung und Sicherung des Gebietes mit seinen charakteristischen Bestandteilen an Einzelbäumen, vor allem Alteichen, Gebüsch- und Baumgruppen, der begrenzenden Hainbuchenhecke, den ungestörten Ufergehölzen entlang des Baches und der Klingen sowie den offenen Magerrasen- und Wiesenflächen als stadtnahes Gebiet von besonderer Vielfalt und Schönheit, Lebensraum für zum Teil seltene Pflanzen- und Tierarten mit ihren speziellen Ansprüchen an den Naturhaushalt, kulturhistorisch bedeutende Fläche einer alten Landnutzungsform.

## Beschreibung
Jahrhundertelang diente der Eichenhain als Viehweide für Schweine, Schafe und Fohlen. Dabei spendeten die Eichen Schatten und die Eicheln dienten als Nahrungsquelle. Etwa 200 der mächtigen Bäume stehen dort in einer parkähnlichen Landschaft. Die ältesten unter ihnen sind 300 bis 400 Jahre alt und haben Stämme mit 4 bis 6 m Umfang.
Besucherdruck, Trittbelastung, Entnahme von Arten, ungenügende Beweidung und Nährstoffeintrag machen Pflegemaßnahmen notwendig, um den einzigartigen Charakter als Erholungsgebiet und als Lebensraum für selten gewordene Pflanzen und Tiere zu erhalten. Die Pflegemaßnahmen verhindern eine Artenverschiebung weg von der ursprünglich artenreichen Weidevegetation hin zu artenarmem Parkrasen.

## Tier- und Pflanzenarten

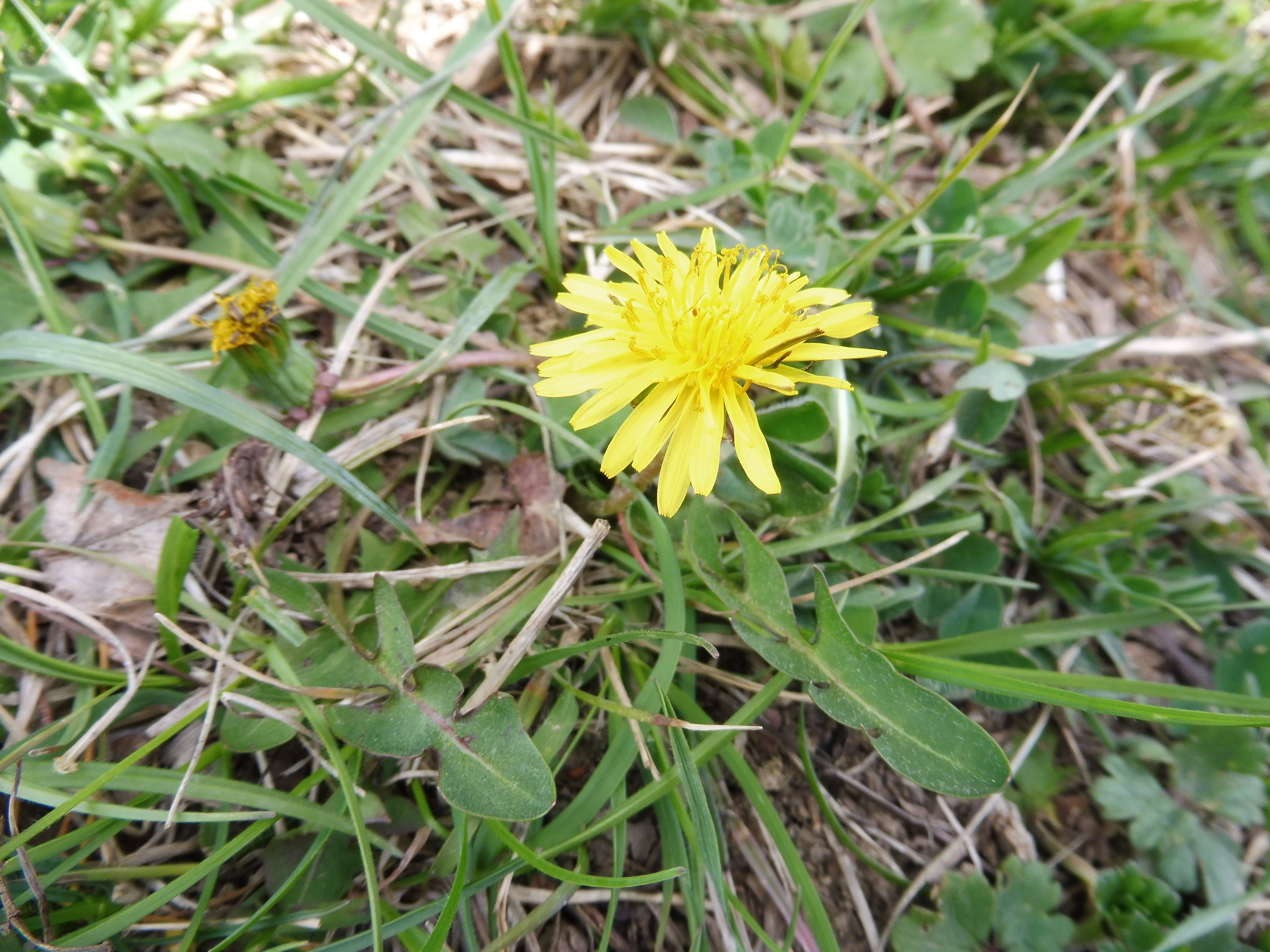
Pflaumenfarbener Löwenzahn

In Magerrasen des Eichenhains finden sich gefährdete Tiere und Pflanzen wie Wildbienen und Heidegrashüpfer (Stenobothrus lineatus), die heimischen Orchideenarten Helm-Knabenkraut (Orchis militaris) und Bienen-Ragwurz (Ophrys apifera), ferner Geschlitztblättriger Löwenzahn (Taraxacum lacistophyllum) und Pflaumenfarbener Löwenzahn (Taraxacum bellicum) und der Weidezeiger Dornige Hauhechel (Ononis spinosa).

## Galerie

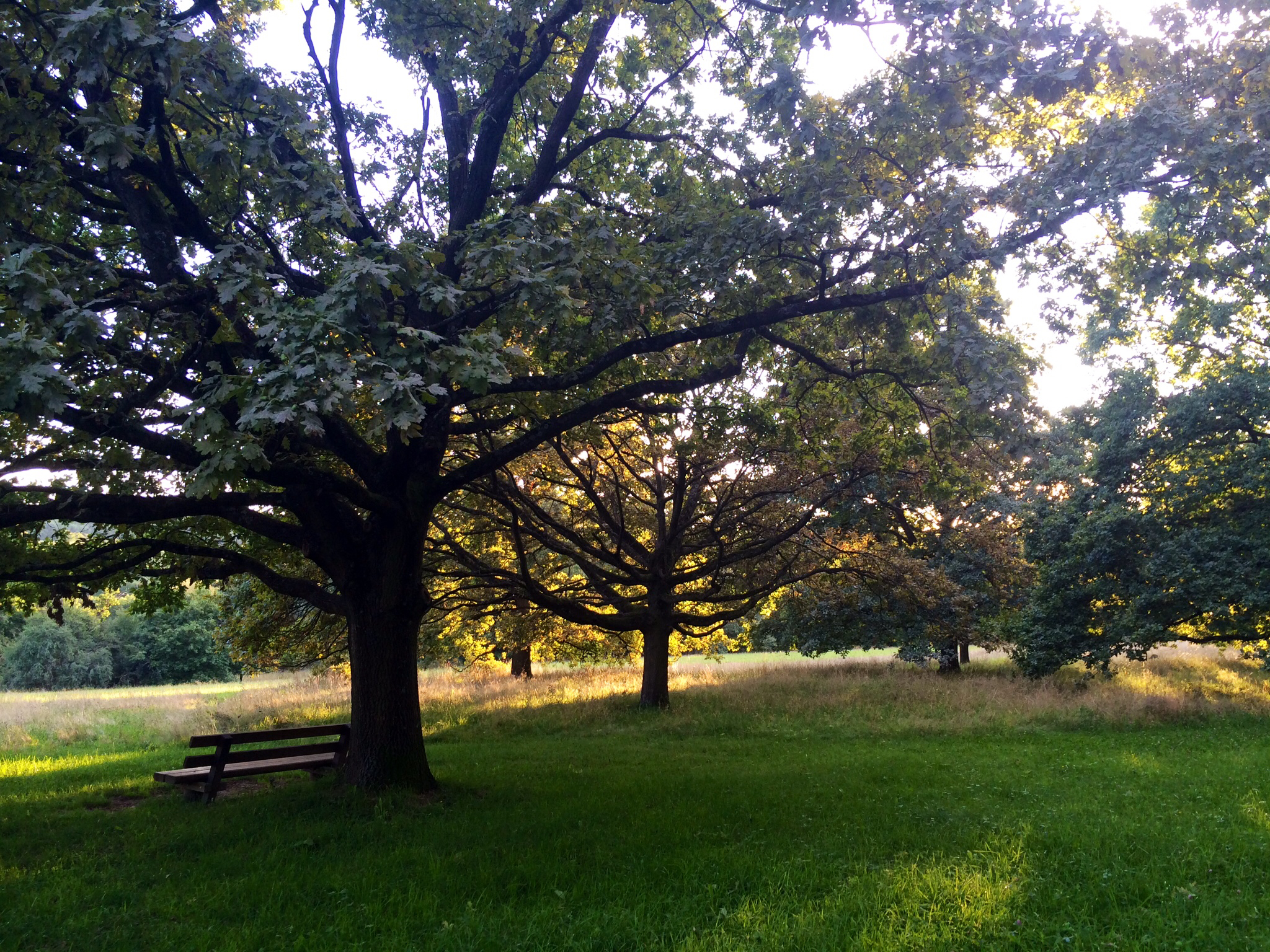
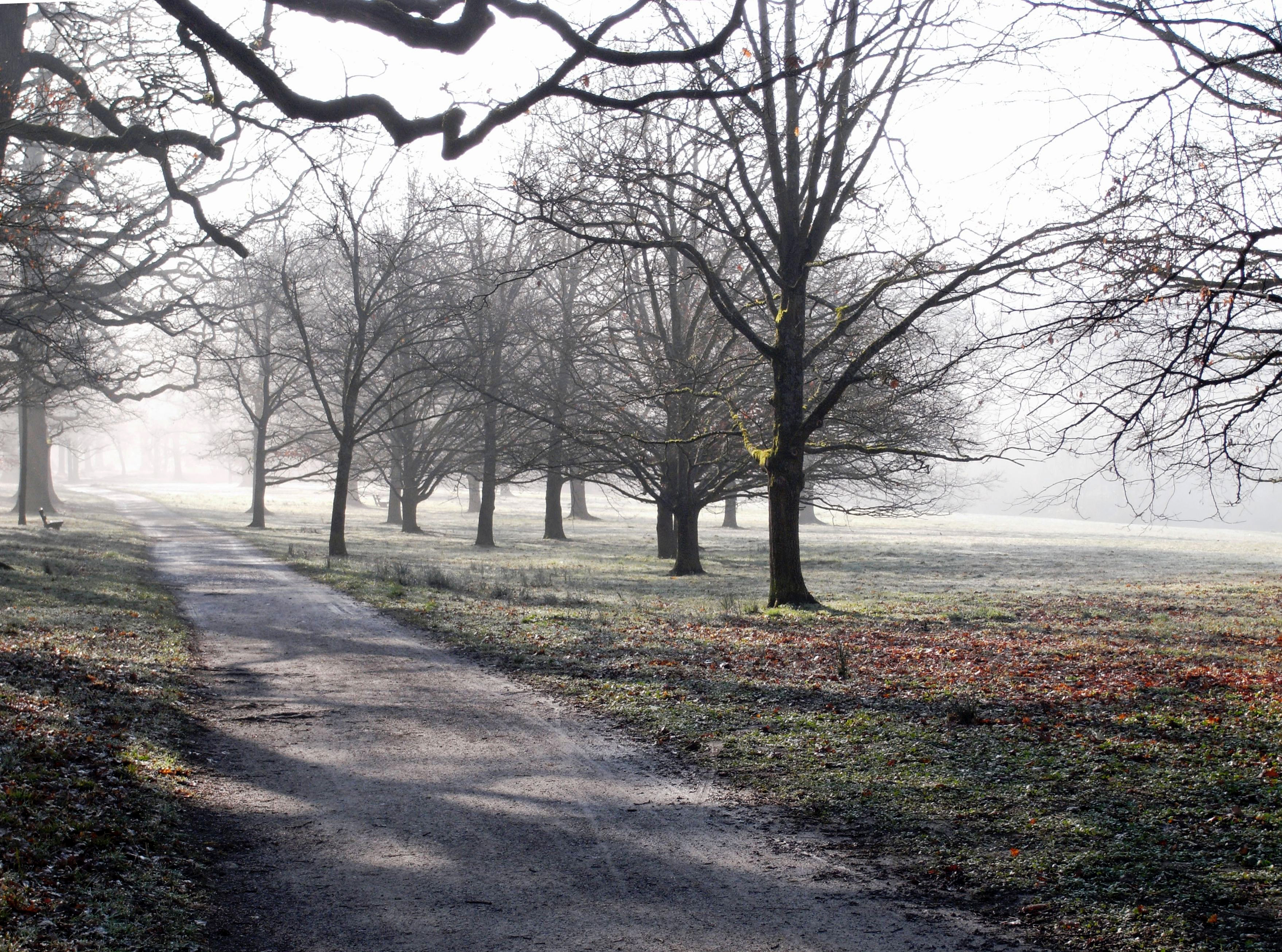